# Jurij Szarow
Jurij Dmitrijewicz Szarow (ros. Юрий Дмитриевич Шаров, ur. 22 kwietnia 1939 w Saratowie, zm. 12 grudnia 2021 tamże) – radziecki florecista, dwukrotny medalista olimpijski i wielokrotny medalista mistrzostw świata.
Na igrzyskach olimpijskich w Tokio w 1964 reprezentacja ZSRR w składzie: Wiktor Żdanowicz, Jurij Sisikin, Mark Midler, Gierman Swiesznikow i Jurij Szarow zdobyła złoty medal. Brał też udział w igrzyskach olimpijskich w Meksyku cztery lata później, razem z Wiktorem Putiatinem, Wasylem Stankowyczem, Jurijem Sisikiniem i Giermanem Swiesznikowem zajmując drużynowo drugie miejsce. W obu przypadkach indywidualnie nie startował. 
Podczas mistrzostw świata w Gdańsku w 1963 roku Midler, Żdanowicz, Swiesznikow, Rudow i Szarow wywalczyli złoty medal w zawodach drużynowych. W konkurencji tej zdobywał też złote medale na mistrzostwach świata w Paryżu (1965), mistrzostwach świata w Moskwie (1966) i mistrzostwach świata w Hawanie (1969) oraz srebrny na mistrzostwach świata w Montrealu (1967).
Był indywidualnym mistrzem Związku Radzieckiego w 1964 roku. Po zakończeniu kariery pracował jako nauczyciel, był też sędzią sportowym.